# That Happy Feeling
That Happy Feeling è un singolo del musicista tedesco Bert Kaempfert, pubblicato nel 1962 ed estratto dall'album A Swingin' Safari.

## Descrizione
That Happy Feeling dà il nome all'album omonimo pubblicato negli Stati Uniti e successivamente ridistribuito con il titolo A Swingin' Safari in Europa. Questo e gli altri brani che compongono l'album furono i primi brani musicali "bianchi" a incorporare elementi musicali di origine sudafricana di genere kwela.
That Happy Feeling è stata composta da Guy Warren nel 1956, con il titolo originale Eyi Wala Dong ("Una preghiera africana").
Anche se la registrazione di Kaempfert raggiunse soltanto la 67ª posizione della classifica statunitense Billboard Hot 100 del 1962, la sua allegra bossa nova, realizzata con assolo di flauto, marimba, trombone e flicorno, combinata con una sezione d'archi e coro, divenne un caposaldo della musica radiofonica.
Il pezzo venne spesso utilizzato nei programmi televisivi per bambini specialmente negli Stati Uniti. A New York, Sandy Becker lo usò come tema per il suo programma televisivo e nel sud della California venne usato in molti programmi televisivi per bambini. Il brano compare inoltre nella colonna sonora del film del 2009 diretto da Adam Elliot, Mary and Max.